# Nikola Prkačin
Nikola Prkačin, (nacido el 15 de noviembre de 1975 en Dubrovnik, Dalmacia) es un exjugador de baloncesto croata. Con 2.08 de estatura, su puesto natural en la cancha era el de ala-pívot. Su hijo es el también baloncestista Roko Prkačin.

## Trayectoria
- KK Split (1994-1998)
- Cibona Zagreb (1998-2003)
- Efes Pilsen (2003-2007)
- MBC Dinamo Moscú (2007-2008)
- Panathinaikos BC (2008)
- Cibona Zagreb (2008-2009)
- KK Zagreb (2009-2010)